# Yu〜ki
Yu〜ki（ユーキ）は、日本のベーシスト・造形作家。MALICE MIZERにて活動した。福岡県出身。愛称は「伯爵」。

## 略歴
1992年 - 前身のバンドにベーシストとして在籍、のちに脱退。勤めていたアルバイト先で Mana、Köziと出会う。（順不同）
同年8月 - Mana、Köziらと共にMALICE MIZER結成、創設メンバーの一人となる。
1997年 - 日本コロムビアと契約しMALICE MIZERのベーシストとしてメジャー・デビュー。
2001年12月31日 - MALICE MIZER活動停止。以後、表立った音楽活動は行っていない。
2004年12月1日 - Köziのソロ活動にてリリースされた作品「MEMENTO」に作詞提供。
2010年7月17日 - Manaが主催する「Deep Sancutuary II」に出演し、「再会の血と薔薇～ず」と称してセッションを行う。
2012年9月2日（東京）、11月14日（大阪） - 「Deep Sancutuary III」に出演し、「破誡の果て～ず」と称してセッションを行う。
2014年3月2日 - Twitterを開始。
同年10月11日 - 「Deep Sancutuary IV」に出演し、活動停止後初めてMALICE MIZERとしてセッションを行う。
2016年8月7日 - 「Deep Sancutuary V」に出演し、セッションを行う。また誕生日の前日だったためそれを祝う会が公演中に催された。
2018年9月8日、9月9日 - 「Deep Sancutuary VI -MALICE MIZER 25th Anniversary Special-」に出演し、Mana、Közi、Kamiの師匠であるSakura（ZIGZO / gibkiy gibkiy gibkiy / Rayflower/元L'Arc〜en〜Ciel)）、歴代のローディら3人と、MALICE MIZERとして演奏を行う。

## 人物
- 血液型A型。身長176cm。
- MALICE MIZERでのイメージカラーはイエロー■やオレンジ■。
- メンバーからの愛称は主に「ゆ〜きちゃん」、第二期以降は主に髭を生やしているためファンからは「伯爵」「Yu～ki伯爵」と呼ばれることも多い。
- MALICE MIZERが発表した作品で唯一、merveilles収録の「syunikiss 〜二度目の哀悼〜」を作曲している。
- 初代ドラマーが脱退した際、当時Knueklid Romanceに在籍していたKamiに電話でメンバー勧誘をした。また、3代目ヴォーカルを探す際にKlahaに声をかけ加入するきっかけとなった。
- 「故郷はルーマニアのトランシルバニア」と自称しておりヴァンパイアに扮することが多く、ライヴや雑誌の掲載写真などでもシルクハットやマントなどの衣装、メイクを頻繁にしている。
- 好きな食べ物はチョコレートで、主食と自称していた。
- Maliceのステージの棺桶・十字架・燭台・電気椅子等の全ての大道具のデザインに関わり、一部はYu～ki自ら制作することもあった[2]。2012年より、Manaの主催する「Midi:Nette」社内にて、自ら作品を製作するハンドメイドアクセサリーブランド「Mother of Life」を手掛けている[3]。

## 関連リンク
- Yu〜ki (@Mother_of_Life_) - X（旧Twitter）

| スタブアイコン | サブスタブ | この項目は、まだ閲覧者の調べものの参照としては役立たない、音楽関係者（バンド等）に関連した書きかけの項目です。この項目を加筆・訂正などしてくださる協力者を求めています（P:音楽/PJ:芸能人）。 |